# Atomur
Ett atomur är ett ur som mäter tiden genom att utgå från svängningsmaximum (resonansfrekvens) hos atomer som till exempel cesium 133. Genom att excitera en molekyl att nå sitt övergångstillstånd fås frekvensen då molekylen faller tillbaka i sitt grundtillstånd och sänder ut energiöverskottet. Dessa svängningar har konstant frekvens och kan avläsas mycket noggrant, vilket gör att atomur mäter tiden säkrare än alla andra ur som hittills byggts. Mätvärden från över 260 atomur fördelade över mer än 60 olika institutioner över hela världen används för att fastställa den internationella atomtidsskalan TAI, som är bas för UTC och jordens lokala tidsskalor.
Ett atomur för industribruk har typiskt en felmarginal på 1 sekund på 100 000 år, men i forskningssammanhang och i mer krävande tillämpningar förekommer atomur med en felmarginal på 1 sekund per tiotals miljoner år. Det mest korrekta atomuret i världen finns på National Physical Laboratory i Storbritannien och har en felmarginal på mindre än 1 sekund per ungefär 138 000 000 år.